# Fairfield (Illinois)
Fairfield es una ciudad ubicada en el condado de Wayne en el estado estadounidense de Illinois. En el Censo de 2010 tenía una población de 5154 habitantes y una densidad poblacional de 491,35 personas por km².

## Geografía
Fairfield se encuentra ubicada en las coordenadas 38°22′45″N 88°22′17″O / 38.37917, -88.37139. Según la Oficina del Censo de los Estados Unidos, Fairfield tiene una superficie total de 10.49 km², de la cual 10.4 km² corresponden a tierra firme y (0.84%) 0.09 km² es agua.

## Demografía
Según el censo de 2010, había 5154 personas residiendo en Fairfield. La densidad de población era de 491,35 hab./km². De los 5154 habitantes, Fairfield estaba compuesto por el 97.48% blancos, el 0.49% eran afroamericanos, el 0.25% eran amerindios, el 0.7% eran asiáticos, el 0.02% eran isleños del Pacífico, el 0.21% eran de otras razas y el 0.85% pertenecían a dos o más razas. Del total de la población el 1.18% eran hispanos o latinos de cualquier raza.